# Sarchiapone
Sarchiapone è un termine della lingua napoletana, usato fin dal secolo XVII, derivante dalla parola greca sarx+poiòs che significa fatto di carne. 

## Storia
Il termine comparve per la prima volta nel Cunto de li cunti di Giambattista Basile (1634-1636), all'interno della novella Peruonto, il cui protagonista viene definito «Lo chiù granne sarchiopio e lo chiù sollenne sarchiapone c'avesse creiato la natura». Successivamente comparve come nome di uno dei personaggi principali della Cantata dei Pastori, opera teatrale scritta da Andrea Perrucci nel 1698.
A Napoli, assume vari significati a seconda dell'ambito in cui è usato, ma generalmente con esso si indica una persona goffa o credulona, solo carne e niente cervello. Anche in ambito teatrale indica personaggi corpulenti e limitati mentalmente.
Il termine si riscontra anche in alcuni dialetti campani e abruzzesi con sfumature di significato leggermente diverse.

## Lo sketch di Walter Chiari
Il termine, uno dei più usati nel capoluogo partenopeo e in origine meno compreso al di fuori di esso, divenne popolarissimo in tutta Italia grazie ad uno sketch televisivo del comico Walter Chiari, presentato per la prima volta nel programma Rai La via del successo nella puntata di domenica 9 febbraio 1958.
Spalla comica di Chiari era Carlo Campanini; i due già da tempo lavoravano in coppia in una riedizione degli sketch dei fratelli De Rege (Vieni avanti, cretino). Nata come scenetta veloce, da intermezzo (nella misura dell'avanspettacolo), dato il gradimento del pubblico nel corso del tempo, fu presa a canovaccio e ampliata, sino a raggiungere un minutaggio assai consistente. La scena televisiva, che diede fama definitiva al sarchiapone, era in realtà stata accuratamente sceneggiata ed era una riduzione, compatibile con i tempi veloci del mezzo, nella quale Chiari poteva estremizzare le chiamate comiche della sua macchietta.
La scena si svolgeva in uno scompartimento ferroviario affollato di passeggeri (tra i quali si ricorda Elvio Calderoni, seduto accanto a Walter Chiari). Uno di questi, interpretato da Carlo Campanini, in piedi, armeggiava con una gabbietta (o una scatola) coperta da un telo, sul portabagagli, e fingeva di essere stato morso da una creatura che si trovava all'interno, che descriveva agli altri passeggeri come un sarchiapone americano. Uno dei passeggeri, il personaggio di Chiari, fingendo di sapere di cosa si trattasse, allestiva una conversazione con il proprietario come se ne fosse competente e come se l'animale gli fosse consueto. A ogni intervento di Chiari, che tirando a casaccio sperava di indovinare finalmente, forse probabilisticamente, almeno una delle caratteristiche della sconosciuta entità, Campanini negava o smentiva, ponendo in crescente difficoltà l'interlocutore.
Nel corso della conversazione, nella quale Chiari ormai si era troppo sbilanciato per poterla lasciar cadere o per ammettere di non sapere di cosa stesse parlando, il sarchiapone veniva, dettaglio dopo dettaglio, descritto come un animale di caratteristiche che via via apparivano sempre più spaventose, sino al punto da terrorizzare tutti i passeggeri e indurli a lasciare prudentemente, l'uno dopo l'altro, lo scompartimento. Chiari e Campanini restavano dunque da soli. Chiari, profondamente innervosito, chiedeva finalmente di poter vedere il sarchiapone, quindi Campanini rivelava che la gabbia in realtà era vuota, che il sarchiapone era un animale totalmente inventato e che si trattava di un espediente per terrorizzare i passeggeri facendoli andare via e poter viaggiare da solo nello scompartimento.
Le molte chiavi sollecitate dalla scena nel personaggio interpretato da Chiari parevano essere state scritte proprio per questo attore, riuscendo infatti l'artista a rendere con grande vivezza gli spunti psicologici di saccenteria, di desiderio di affermazione e il crescere della frustrazione e della alterazione nevrotica del suo "passeggero".
La scena è stata riproposta anni dopo in due diverse occasioni: la prima nel 1973, durante il programma L'appuntamento, condotto insieme a Ornella Vanoni, che prese parte allo sketch; la seconda nel 2016, sotto forma di tributo, durante il programma Sogno e son desto di Massimo Ranieri, con la partecipazione allo sketch di Vincenzo Salemme.
Da allora il termine sarchiapone è utilizzato nel linguaggio comune per indicare qualcosa di strano ed indefinibile, anche se il suo uso in tal senso si è perso con le generazioni più giovani, che non hanno conosciuto lo spezzone comico di Chiari.
Venendo all'origine dello sketch, Carlo Campanini raccontò che Walter Chiari si trovava sulla spiaggia di Fregene quando vide un napoletano che vendeva quei fischietti chiamati "lingua di suocera" e che attirava i clienti gridando: "venite, compratevi il Sarchiapone napoletano". I bambini che lo compravano si dicevano l'un l'altro "sai che io ho il Sarchiapone americano?"; "eh ce l'ho anch'io"; "com'è?". Walter Chiari, sentito questo dialogo, tornò a casa e in dieci minuti scrisse lo sketch.

## Altri usi
- Il racconto breve Allamagoosa di Eric Frank Russell del 1955 (vincitore di un premio Hugo come miglior racconto breve), è stato tradotto in italiano con il titolo di Sarchiapone. È una storia di fantascienza umoristica incentrata sul mancato riconoscimento di un errore di scrittura, vissuto erroneamente (e coperto comicamente) come una colpevole mancanza di preparazione.
- In un'avventura fuori collana del fumetto Martin Mystère, intitolata Mysteri in treno, è riproposta una gag a fumetti dove il sarchiapone appare in due occasioni, rivelandosi infine un agente segreto extraterrestre.
- Nella serie di videogiochi Mana vi è una creatura che nella versione italiana è stata chiamata proprio sarchiapone (in inglese si chiama "Dudbear").
- Nella Marina Militare Italiana venne denominato “Sarchiapone” il radar sperimentale SPQ-5A installato dal 1973 al 1987 sulla fregata Alpino. Una successiva evoluzione, l'SPS-702ACo.Ra ("Condotto Radar") fu installato alla fine degli anni novanta sul cacciatorpediniere Ardito[10].
- Sarchiapone è il nome di un cavallo cui Totò dedica la poesia Sarchiapone e Ludovico[11] compresa nella raccolta 'A livella. È un cavallo del rione Sanità che, impetuoso, bello, elegante da giovane, in vecchiaia (come ogni bella scarpa 'nu scarpone/si diventa col tempo e con l'età) era stato adibito a cavallo da tiro, ai comandi di un carrettiere. Dialogando con Ludovico, un asinello suo compagno di stalla, riflette sulla vanità e sulla strumentalità dei privilegi in precedenza goduti, e si suicida.
- Nel film Squadra antigangsters del 1979, il sarchiapone è nominato da Enzo Cannavale.
- Nella storia Disney Il Bambalione, Paperino è vittima di uno scherzo che è praticamente identico alla gag di Walter Chiari.
- Nel film Miracolo italiano (quarto episodio) il nipotino ha dei dubbi sul genere del personaggio Maria avendo visto che ha lì "sotto" un "sarchiapone".